# Thomas Dreßen
Thomas Dreßen, född 22 november 1993, är en tysk alpin skidåkare som debuterade i världscupen den 21 februari 2015 i Saalbach i Österrike. Hans första pallplats i världscupen kom när han kom trea i tävlingen i störtlopp den 2 december 2017 i Beaver Creek i USA.

## Världscupssegrar (5)
| Datum            | Plats       | Land      | Disciplin |
| ---------------- | ----------- | --------- | --------- |
| 20 januari 2018  | Kitzbühel   | Österrike | Störtlopp |
| 10 mars 2018     | Kvitfjell   | Norge     | Störtlopp |
| 30 november 2019 | Lake Louise | Kanada    | Störtlopp |
| 1 februari 2020  | Garmisch    | Tyskland  | Störtlopp |
| 13 februari 2020 | Saalbach    | Österrike | Störtlopp |